# 郑证因
郑证因（1900年—1960年），本名郑汝霈，天津西沽人，中国作家。
自幼家贫，广读诗书。曾在北平国术馆学太极拳，因此对武术较为了解。熟知黑幫規矩。年輕時曾教過私塾，卻為生活逼人，即從事武俠小說的創作。在向报社投稿的过程中，结识了白羽，并协助他经办正华出版部、为"北派五大家"之一。1950年后，曾在北京通俗读物出版社工作，后被调往河北省文化艺术学院图书馆工作。作品多達八十八部，以中篇小說為主，長篇則很少。

## 著作
- 《鷹爪王》正續集共一百零三回
- 《天南逸叟》
- 《離魂子母圈》
- 《黑鳳凰》
- 《女屠戶》
- 《回頭崖》